# Petra Lovas
Petra 'Moki' Lovas (Boedapest, 4 juli 1980) is een rechtshandige Hongaarse tafeltennisspeelster. Zij is sinds 2001 lid van het nationale vrouwenteam van Hongarije. Daarmee werd ze in 2007 Europees kampioen in het ploegentoernooi en won ze in diezelfde discipline brons op de WTC-World Team Cup 2007. Een jaar later bereikte Lovas met het nationale team opnieuw de EK-finale, maar daarin ontnam Nederland de Hongaarsen de titel.
Lovas debuteerde tijdens het Duitsland Open 2001 op de ITTF Pro Tour. Ze nam namens haar geboorteland deel aan het enkelspeltoernooi van de Olympische Zomerspelen 2008. Ze behaalde in juni 2010 haar hoogste positie op de ITTF-wereldranglijst, toen ze daarop 47e stond.

## Erelijst
Belangrijkste resultaten:
- Europees kampioene 2007 in het toernooi voor landenploegen, zilver in 2008 (met Hongarije)
- Brons op de WTC-World Team Cup 2007 (met Hongarije)
- Halve finale ITTF Pro Tour Chili Open 2004 - enkelspel
- Halve finale ITTF Pro Tour Brazilië Open 2005 - dubbelspel
- Halve finale ITTF Pro Tour Chili Open 2004 - dubbelspel